# Наяшков, Иван Семёнович
Иван Семёнович Наяшков (21 ноября 1924 — 2 июня 1998) — советский государственный деятель, кандидат технических наук (1954).

## Биография
Родился в селе Андреевское Александровского уезда Владимирской губернии (ныне Юрьев-Польский район Владимирской области) в семье крестьянина.
Профессиональную деятельность начал в 1941 дежурным техником радиоузла в районной конторе связи г. Ступино Московской области. После окончания в 1949 Московского энергетического института (МЭИ) учился там же в аспирантуре.
В 1953—1956 ассистент, старший преподаватель Харьковского политехнического института им. В. И. Ленина.
С 1956 работал во Всесоюзном электротехническом институте им. В. И. Ленина: научный сотрудник, начальник отдела (1956—1964), директор (1964—1973).
Член КПСС с 1961.
С 1973 заместитель, а с 1975 первый заместитель Председателя Госкомитета СМ СССР (с 1978 Госкомитета СССР) по делам изобретений и открытий.
В январе 1979 — декабре 1987 Председатель Госкомитета СССР по делам изобретений и открытий при ГКНТ СССР.
В декабре 1987 — июле 1989 Председатель Госкомитета по изобретениям открытиям при Госкомитете СССР по науке и технике.
Член Центральной ревизионной комиссии КПСС в 1981—1990.
С 1989 года находился на пенсии.
Похоронен на Николо-Архангельском кладбище, где позже рядом с ним была похоронена жена.

## Награды
- орден Октябрьской Революции
- орден Трудового Красного Знамени